# Kênh đào Pechora–Kama
Kênh đào Pechora–Kama (tiếng Nga: Канал Печора-Кама),  hoặc đôi khi gọi là kênh Kama-Pechora là một kênh đào được đề xuất nhằm mục đích gắn kết các lưu vực sông Pechora ở phía bắc Nga ở châu Âu với lưu vực Kama, một nhánh của Volga. Một thành tựu của dự án này sẽ tích hợp các nhánh của Pechora vào hệ thống đường thủy của Nga ở châu Âu, tập trung trên sông Volga - một sự kiện đặc biệt quan trọng trước khi sự ra đời của đường sắt, trước khi tuyến đường sắt đầu tiên tới Pechora trong những năm 1940. Sau đó, dự án đã được đề xuất chủ yếu là vì lợi ích điều tiết nước của sông Pechora đến sông Volga và đổ vào biển Caspi.
Trong thế kỷ 19, thông tin liên lạc giữa các sông Kama và Pechora được tiến hành chủ yếu là trên 40 km đường chuyên trở giữa Cherdyn và Yaksha. Ngoài ra còn có một lựa chọn để sử dụng thuyền nhỏ di chuyển giữa các nhánh Kama và Pechora, và vận chuyển hàng hóa trong vòng 4 km đường chuyên trở còn lại. Điều kiện sông và đường sá khó khăn khiến việc vận chuyển vào và ra khỏi lưu vực sông Pechora rất tốn kém, và dự án cải tiến khác nhau, bao gồm cả một đường sắt chuyên trở hẹp được đề xuất xây dựng để giảm chi phí. Tuy nhiên nó đã không được thực hiện.
Một con kênh giữa Pechora và Kama là một phần của một kế hoạch "xây dựng Volga và lưu vực của nó", đã được phê duyệt trong tháng 11 năm 1933, bởi một cuộc họp đặc biệt của Viện Hàn lâm Khoa học Liên Xô. Nghiên cứu theo hướng này sau đó được thực hiện bởi Sergey Yakovlevich Zhuk (tiếng Nga: Сергей Яковлевич Жук) thuộc Hydroproject. Một số phương án thiết kế được phát triển bởi Viện Zhuk, nhưng không có tiến triển nhiều hoặc công khai công trình thực tế xây dựng.
Kế hoạch kênh đã được đưa ra một biến chuyển mới vào năm 1961 trong thời gian thủ tướng Khrushchev. Bây giờ nó là một phần của một chương trình vĩ đại hơn để "đảo ngược sông Bắc", bao gồm thêm cả các dự án dẫn nước sông tương tự ở Siberia.
Không giống như hầu hết các bộ phận khác của dự án, kênh đào Pechora-Kama không chỉ ở trên bàn vẽ. Nó đã được san lấp mặt bằng và thực hiện. Vào 23 tháng 3 năm 1971, ba khối thuốc nổ 15 kilo được phát nổ dưới lòng đất gần ngôi làng của Vasyukovo trong Quận Cherdynsky ở Perm Oblast, khoảng 100 km về phía bắc thị trấn Krasnovishersk. Thử nghiệm hạt nhân này, được gọi là Taiga, một phần của chương trình vụ nổ hạt nhân nhằm mục đích hòa bình của Liên Xô, được dự định để chứng minh tính khả thi của việc sử dụng các vụ nổ hạt nhân trong xây dựng kênh đào. Ba vụ nổ tạo ra một miệng núi lửa có chiều dài trên 600 mét. Nó đã được quyết định sau đó là để xây dựng một kênh đào.
Kế hoạch đảo ngược sông miền Bắc đã hoàn toàn bị bỏ rơi bởi chính phủ trong năm 1986.
Khoảng năm 2000, các nhà môi trường địa phương thực hiện một số cuộc thám hiểm miệng núi lửa Taiga (61 ° 18'21 "N 56 ° 35'55" E), và gặp gỡ với những người duy nhất còn sống trong ngôi làng Vasyukovo. Hàng rào xung quanh miệng núi lửa đã bị han gỉ và rơi xuống, "Hồ Nguyên tử" bây giờ là một nơi đánh bắt cá phổ biến cho các cư dân của các làng khác gần đó, trong khi bờ biển của nó được biết đến với sự phong phú của các loại nấm. Khu vực này cũng đã đến thăm bởi những người tìm các loại cáp kim loại còn sót lại từ các thử nghiệm ban đầu để bán cho các doanh nghiệp tái chế phế liệu. Các nhà môi trường khuyến cáo rằng các hồ miệng núi lửa đang được rào tại đây chắc chắn vẫn còn sót lại lượng phóng xạ, vì vậy người dân xung quanh không nên tới hồ này.